# Copelatus ragazzii
Copelatus ragazzii är en skalbaggsart som beskrevs av Régimbart 1887. Copelatus ragazzii ingår i släktet Copelatus och familjen dykare. Inga underarter finns listade i Catalogue of Life.